# Tour der walisischen Rugby-Union-Nationalmannschaft nach Argentinien 1968
| Tour der Waliser nach Argentinien 1968 | Tour der Waliser nach Argentinien 1968 | Tour der Waliser nach Argentinien 1968 | Tour der Waliser nach Argentinien 1968 | Tour der Waliser nach Argentinien 1968 |
| Übersicht                              | S                                      | G                                      | U                                      | N                                      |
| -------------------------------------- | -------------------------------------- | -------------------------------------- | -------------------------------------- | -------------------------------------- |
| Sonstige Spiele                        | 6                                      | 3                                      | 2                                      | 1                                      |
| Gesamt                                 | 6                                      | 3                                      | 2                                      | 1                                      |

Die Tour der walisischen Rugby-Union-Nationalmannschaft nach Argentinien 1968 umfasste eine Reihe von Freundschaftsspielen der walisischen Rugby-Union-Nationalmannschaft. Sie reiste im September 1968 durch Argentinien und bestritt während dieser Zeit sechs Spiele. Darunter waren zwei Begegnungen mit der argentinischen Nationalmannschaft; hinzu kamen vier weitere Spiele gegen Auswahlteams und Vereine. Am Ende resultierte eine Bilanz von drei Siegen, zwei Unentschieden und einer Niederlage. Die Welsh Rugby Union betrachtete die Partien gegen Argentinien nicht als Test Matches, im Gegensatz zur Unión Argentina de Rugby. Diese Tour war eher experimenteller Natur, da mehrere walisische Stammspieler an der gleichzeitig stattfindenden Südafrika-Tour der British Lions teilnahmen.

## Spielplan
- Hintergrundfarbe grün = Sieg
- Hintergrundfarbe gelb = Unentschieden
- Hintergrundfarbe rot = Niederlage

(Ergebnisse aus der Sicht von Wales)
| # | Datum              | Gegner                | Ort          | Stadion      | Ergebnis |
| - | ------------------ | --------------------- | ------------ | ------------ | -------- |
| 1 | 07. September 1968 | Belgrano AC           | Buenos Aires | Estadio GEBA | 24:11    |
| 2 | 11. September 1968 | Seleccionado Interior | Buenos Aires | Estadio GEBA | 14:3     |
| 3 | 14. September 1968 | Argentinien           | Buenos Aires | Estadio GEBA | 5:9      |
| 4 | 21. September 1968 | Argentinien B         | Buenos Aires | Estadio GEBA | 8:8      |
| 5 | 25. September 1968 | Argentinien C         | Buenos Aires | Estadio GEBA | 9:6      |
| 6 | 28. September 1968 | Argentinien           | Buenos Aires | Estadio GEBA | 9:9      |

## Länderspiele
(nur von der Unión Argentina de Rugby als Test Match gewertet)
| 14. September 1968 | Argentinien                              | 9 : 5   | Wales                              | Buenos Aires, Estadio GEBA Zuschauer: 25.000 Schiedsrichter: Ricardo Colombo (Argentinien) |
| 14. September 1968 | Versuche: Loyola Straftritte: Seaton (2) | Bericht | Versuche: Turner Erhöhungen: Dawes | Buenos Aires, Estadio GEBA Zuschauer: 25.000 Schiedsrichter: Ricardo Colombo (Argentinien) |

Aufstellungen:
- Argentinien: Adrian Anthony, Miguel Chesta, Jorge Dartiguelongue, Adolfo Etchegaray, Marcelo Farina, Luis García Yáñez, Ricardo Handley, Raúl Loyola, Aitor Otano, Marcelo Pascual, Arturo Rodríguez Jurado, Jorge Seaton, Héctor Silva , Alejandro Travaglini, Mario Walther
- Wales: Glen Ball, Lyn Baxter, Phil Bennett, Brian Butler, Laurie Daniel, John Dawes , Tony Gray, Dennis Hughes, John Lloyd, Billy Mainwaring, Andy MorganAndy Morgan, Dai Morris, Brian Rees, Glyn Turner, J. P. R. Williams

| 28. September 1968 | Argentinien                                    | 9 : 9   | Wales                                        | Buenos Aires, Estadio GEBA |
| 28. September 1968 | Versuche: Strafversuch Straftritte: Seaton (2) | Bericht | Versuche: Ferguson Straftritte: Ferguson (2) | Buenos Aires, Estadio GEBA |

Aufstellungen:
- Argentinien: Adrian Anthony, Miguel Chesta, Jorge Dartiguelongue, Adolfo Etchegaray, Marcelo Farina, Luis García Yáñez, Ricardo Handley, Raúl Loyola, Aitor Otano, Marcelo Pascual, Nestor Pérez, Arturo Rodríguez Jurado, Jorge Seaton, Héctor Silva , Mario Walther
- Wales: Glen Ball, Laurie Daniel, John Dawes , Stuart Ferguson, Norman Gale, Tony Gray, Dennis Hughes, John Lloyd, Billy Mainwaring, Dai Morris, Bob Phillips, Glyn Turner, J. P. R. Williams, Walter Williams, Max Wiltshire